# Inter cætera

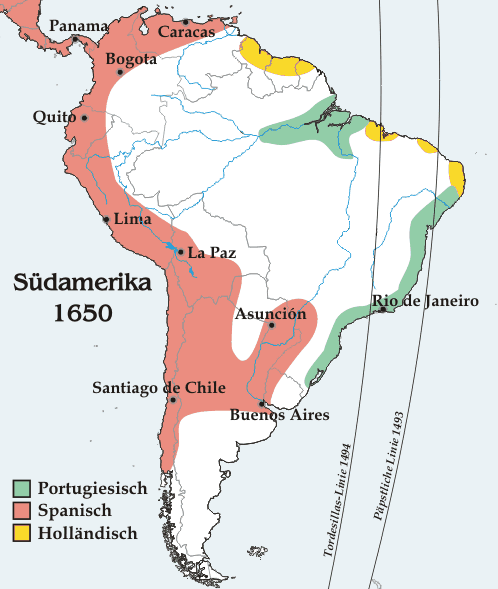
O meridiano mais oriental foi definido pelo Papa Alexandre VI ("Bula Inter Caetera"); o mais ocidental pelo Tratado de Tordesilhas. A localização das cidades atuais é meramente indicativa.

A bula Inter cætera, expressão latina que em língua portuguesa significa "entre outros (trabalhos)", foi uma bula do Papa Alexandre VI, datada de 3 de maio de 1493. Pelos seus termos, o chamado "novo mundo" seria dividido entre Portugal e Espanha, através de um meridiano situado a 100 léguas a oeste do arquipélago do Cabo Verde: o que estivesse a oeste do meridiano seria espanhol, e o que estivesse a leste, português. 
Os seus termos são:
| “ | Esta bula origina-se de termos feito doação, concessão e dotação perpétua, tanto a vós (reis), como a vossos herdeiros e sucessores (reis de Castela e Leão), de todas e cada uma das terras firmes e ilhas afastadas e desconhecidas, situadas em direção do ocidente, descobertas hoje ou por descobrir no futuro, Seja descoberto por vós, seja por vossos emissários para este fim destinados. | ” |

Este arranjo assegurava as terras descobertas no ano anterior por Cristóvão Colombo à Espanha e, a Portugal a costa africana que vinha sendo explorada com vistas ao descobrimento de um caminho marítimo para a Índia.
Os termos da bula desagradaram à Coroa Portuguesa. Para solucionar esse impasse, foi negociado o Tratado de Tordesilhas (1494), que estabeleceu um novo meridiano a 370 léguas das ilhas de Cabo Verde.

## Territórios garantidos
Praticamente só as partes mais orientais de algumas das futuras capitanias da América portuguesa estariam garantidas se esse tratado tivesse sido aceito por Portugal como definitivo. Ou seja, cidades como São Paulo simplesmente não existiriam, pois só a parte mais oriental do Nordeste brasileiro estava assegurada a Portugal neste crucial instante da história luso-americana. 
Esse tratado pode ser considerado o primeiro esboço do território que seria a América Portuguesa, só depois estendido a oeste em detrimento da América Espanhola (ou seja, uma espécie de Brasil original por direito, antes dos acréscimos territoriais contra a América de Castela). Caso tal tratado tivesse permanecido como o final, a história da costa leste sul-americana, incluindo a da própria zona citada no mapa divergiria bastante do que acabou ocorrendo. São Vicente não teria existido, o território seria mais fragmentado com maior densidade de colonos a exemplo do que ocorreu com o Nordeste dos EUA, dentre outros aspectos importantes (Salvador também não existiria, já que foi fundada para garantir a continuidade luso-americana entre São Vicente e Olinda, tal como a conquista da Guanabara; a própria Olinda possivelmente existiria em outra latitude, com outro nome e maior pelo efeito concentrador e talvez com status de urbe real).